# Loireauxence
Loireauxence község Franciaország Loire mente régiójában, Loire-Atlantique megyében. Új községként 2016. január 1-jén jött létre Varades, Belligné, La Chapelle-Saint-Sauveur és La Rouxière községek egyesítésével. A korábbi községek egyesülésekor az új község lélekszáma 7405 fő lett. Lakosainak száma 7509 fő (2022. január 1.).

## Népesség
| Lakosok száma | 7522 | 7501 | 7480 | 7533 | 7517 | 7509 |
|               | 2017 | 2018 | 2019 | 2020 | 2021 | 2022 |